# Македонска патриотична организация „Независима Македония“ (Сиракюз)
Македонската патриотична организация „Независима Македония“ е секция на Македонската патриотична организация в Сиракюз, Ню Йорк, САЩ. Основана е през 1923 година по инициатива на Лазар Гошев и от около 35 души членове. Първоначално името на организацията е Автономна Македония. Към дружеството е организирана женска секция, а знамето на организацията е осветено през 1928 година и е подарък от Петър Стерьов и Григор Василев от Долно и Горно Котори. Кум на знамето е Тома Узунов.